# 1991 NV1
1991 NV1 är en asteroid i huvudbältet som upptäcktes den 13 juli 1991 av den amerikanske astronomen Henry E. Holt vid Palomarobservatoriet.
Den tillhör asteroidgruppen Vesta.